# Nogawki
Nogawki [pronunciación en polaco: /nɔˈɡafki/] es un pueblo ubicado en el distrito administrativo de Gmina Goworowo, dentro del Condado de Ostrołęka, Voivodato de Mazovia, en el este de Polonia central. Se encuentra aproximadamente a 7 kilómetros al noreste de Goworowo, a 14 kilómetros al sur de Ostrołęka, y a 92 kilómetros al noreste de Varsovia.